# 파바느
파바느(pavane)는 16세기 르네상스 시대에 유럽에서 유행한 춤곡이다.
완만한 2박자계의, 장중한 성격의 춤곡이다. 그 명칭은 이탈리아어로 공작(孔雀), 즉 '파포네'에서 온 말이다.

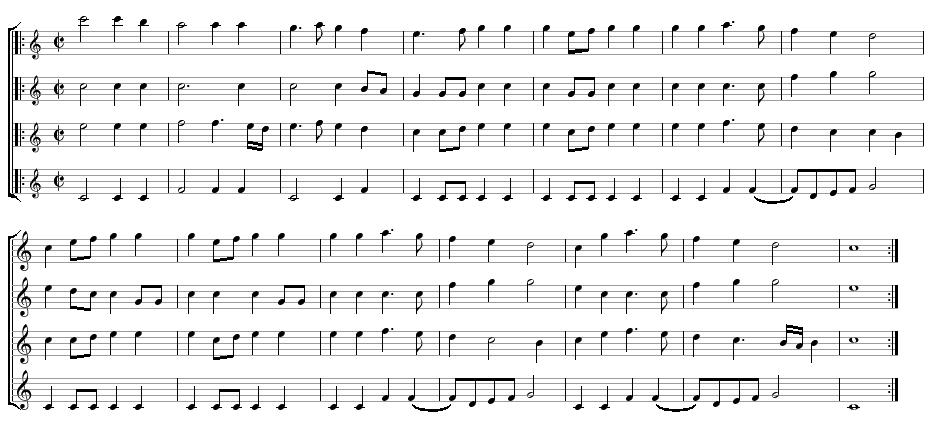
인쇄업자 피에르 아테냥의 악보에 담겨 있는 파바느, 1530년noicon|left|100px